# Marie Phillips
Marie Phillips (Londra, 22 aprile 1976) è una scrittrice britannica.
Il suo romanzo Per l'amor di un dio (titolo originale: Gods Behaving Badly), una commedia fantastica che racconta di un gruppo di antiche divinità greche costrette a vivere nella Londra del XXI secolo, è stato pubblicato per la prima volta in Italia nel 2009.

## Carriera
Laureatasi in antropologia sociale presso il Robinson College dell'Università di Cambridge, dopo gli studi ha lavorato per alcuni anni in televisione, occupandosi in particolare di documentari e attualità. Ha poi interrotto per un anno la carriera televisiva per conseguire un master in antropologia visiva presso l'Università di Manchester.
Nel 2003 ha abbandonato definitivamente il mondo della televisione per iniziare la carriera di scrittrice. Il suo primo romanzo, The Talentless Miss Pigeon, è stato rifiutato dalle case editrici. Mentre scriveva il suo secondo romanzo, Gods Behaving Badly, ha lavorato in una libreria. La casa editrice Johnatan Cape ha acquistato i diritti di questo suo secondo lavoro, pubblicandolo per la prima volta in lingua inglese nel 2007. Nello stesso anno, Phillips ha lasciato il lavoro in libreria per concentrarsi sulla scrittura.
Phillips gestisce anche un blog su blogspot.com, che include recensioni su libri, film, programmi televisivi e radiofonici, e spettacoli teatrali.

## Opere
- Marie Phillips, Taste, a film by Marie Phillips, Manchester : Granada centre, 2001
- Marie Phillips, Gods behaving badly : a novel, New York etc. : Back Bay Books : Little, Brown and Company, 2008 (edizione italiana: Per l'amor di un dio; traduzione di Elisa Banfi, Parma : U. Guanda, 2009)[2].
- Marie Phillips, The table of less valued knights , 2014 (edizione italiana: I cavalieri della tavola zoppa; traduzione di Elisa Banfi, Parma : U. Guanda, 2015)